# Marrakesch (1998)
Marrakesch (Originaltitel: Hideous Kinky) ist ein britisch-französisches Filmdrama aus dem Jahr 1998. Regie führte Gillies MacKinnon, das Drehbuch schrieb Billy MacKinnon anhand eines Romans von Esther Freud.

## Handlung
Die Handlung spielt im Jahr 1972. Die Londoner Hippie-Frau Julia und ihre zwei kleinen Töchter reisen nach Marokko, wo Julia spirituelle Inspiration sucht. Sie verliebt sich dort in den Einheimischen Bilal, der in einem Steinbruch beschäftigt ist, aber auch von Diebstahl und Betrug lebt.
Die einheimischen Frauen können Julia nicht verstehen, während die mit ihr befreundete Eva sie bedrängt, zu studieren. Die Familie durchlebt finanzielle Schwierigkeiten. Julias ältere Tochter Bea vermisst die Schule. Am Ende bezahlt Bilal Julia und ihren Töchtern die Rückfahrt nach England.

## Kritik
James Berardinelli schrieb auf ReelViews, der Film sei ein „Roadmovie der anderen Sorte“. Er lobte die „erstklassige“ Darstellung von Kate Winslet sowie das „charismatische“ Spiel von Saïd Taghmaoui. Die Kameraarbeit zeige die Schönheit der Wüste, die dadurch zum einen der Hauptcharaktere werden würde.

## Auszeichnungen
John de Borman erhielt im Jahr 2000 – für die gesamte Leistung und besonders für Marrakesch – den Evening Standard British Film Award.

## Hintergrund
Der Film wurde an verschiedenen Orten in Marrakesch gedreht. Seine Produktionskosten betrugen schätzungsweise 12 Millionen US-Dollar. Der Film hatte seine Weltpremiere am 2. Oktober 1998 auf dem Dinard Festival of British Cinema; am 17. November 1998 wurde er am The Times bfi London Film Festival vorgeführt. Er spielte in den britischen Kinos ca. 438 Tsd. Pfund Sterling ein und in den Kinos der USA – ca. 1,26 Millionen US-Dollar. In Deutschland zählte man ca. 111 Tsd. Kinozuschauer.